# Slag aan de Alte Veste
De Slag aan de Alte Veste was een veldslag in de Dertigjarige Oorlog in de nazomer van 1632. Volgens de oude juliaanse kalender was het 31 augustus, volgens de nieuwe gregoriaanse kalender was het 9 september.
De Alte Veste (Oude Vesting) ligt nu in het stadje Zirndorf, vlak bij Fürth en ten zuidwesten van Neurenberg. Men spreekt daarom ook van de Slag bij Neurenberg, de Slag bij Fürth of de Slag bij Zirndorf.  De keizerlijke, katholieke veldheer Albrecht von Wallenstein en de protestantse Zweden onder koning Gustav Adolf troffen elkaar, zonder dat een van beiden een beslissende overwinning behaalde.